# Кастрель, Исаак Яковлевич
Исаак Яковлевич Кастрель (1917—2000) — советский актёр театра, Заслуженный артист РСФСР (1957).

## Биография
Родился в 1917 году в Нижнем Новгороде.
Первоначально обучался в театрально-музыкальной студии при Московском театре революции (в 1936—1938 годах). В 1940—1950 годах работал в качестве актера в театре Приморского военного округа в городе Ворошилов (ныне Уссурийск).
Затем Исаак Яковлевич работал в Пермском драматическом театре (1950—1958 годы). Это был самый плодотворный период его творчества — на сцене театра Кастрель исполнил около 40 разноплановых ролей.
Следующий период творчества И. Я. Кастреля связан с Московским драматическим театром на Малой Бронной (1958—1992 годы), где из большого списка его ролей выделяются: маршал Бертье (Ф. Брукнер, «Наполеон I»), Яковлев (М. Горький, «Фальшивая монета»), Альфиери (А. Миллер, «Вид с моста»), Ислаев (И. Тургенев, «Месяц в деревне»), Бургомистр (Ф. Дюрренматт, «Визит дамы»), Сталин (К. Симонов, «Солдатами не рождаются»). Профессиональная деятельность И. Я. Кастреля на сцене составила 52 года. Также снимался в кино.
Умер в 2000 году в Москве. Урна с прахом актёра захоронена в нише «старого» колумбария Введенского кладбища.
Был награждён правительственными медалями. За исполнение роли Гамлета был удостоен Диплома I степени Министерства культуры и Всесоюзного театрального общества. За создание на сцене высокохудожественных образов получил около 30 ведомственных благодарностей.

## Фильмография
- 1985 год — «Набат на рассвете» − министр просвещения
- 1983 год — «Месяц в деревне» (фильм-спектакль) − Ислаев
- 1980 год — «Этот фантастический мир». Выпуск 3 (фильм-спектакль)
- 1979 год — «Варвары» (фильм-спектакль) − Павлин Савельевич Головастиков
- 1978 год — «Острова в океане» (фильм-спектакль) − Ревельо
- 1973 год — «Человек со стороны» (фильм-спектакль) − Вячеслав Сергеевич Подключников
- 1973 год — «Ребята с нашего двора» (фильм-спектакль) − профессор
- 1972 год — «Моби Дик» (фильм-спектакль) − Ахав
- 1970 год — «Борис Годунов». Сцены из трагедии (фильм-спектакль)
- 1964 год — «Вызываем огонь на себя» − немецкий генерал